# سيولولف الأول (ملك مرسيا)
سيُولولف الأول كان ملك مرسيا، واحدة من الممالك السبعة لإنجلترا الأنجلوسكسونية، من عام 821 حتى خلعه عام 823. كان شقيق كوينوولف ‏، سلفه، وعزله بيورنولف.
اعتقد المؤرخ وليام مالميسبري أنه بعد كونوولف: «تراجعت مملكة مرسيا، وإذا جاز لي استخدام التعبير، شبه هامدة، لم تنتج شيئًا يستحق إحياء الذكرى التاريخية.» لكن الواقع يشير إلى عكس ذلك، فقد شهدت مرسيا فترة ازدهار في تلك الحقبة، كما تدل عليه حوليات كامبريا ‏ التي وثقت عام 822 : «دمر الساكسونيون قلعة ديغانوي ‏ (في جوينيد) وسيطروا على مملكة بويز».
يصور ميثاق لاحق حالة مضطربة في عهد سيول وولف: «بعد وفاة كونوولف، ملك المرسيين، نشأت خلافات عديدة ونزاعات لا حصر لها بين الشخصيات القيادية من كل نوع - الملوك والأساقفة وخدام كنائس الله - فيما يتعلق بجميع أنواع الشؤون العلمانية». في عام 823، في وقت ما بعد 26 مايو، وهو التاريخ الذي منح فيه الأرض لرئيس الأساقفة ولفريد [الإنجليزية] مقابل وعاء من الذهب والفضة، أُطيح بسيولوولف وتولى بيورنولف العرش خلفًا له، وكان نسبه غير معروف.
حكم سيولولف كنت مباشرة - في ميثاقيه، صُنف على أنه "ملك المرسيانيين ورجال كنت". 

## عائلة

شجرة عائلة سيولولف

كان سيولولف ابن كوثبيرت المرسية وشقيق كوينوولف ‏ (ت 821) وكوثريد من كينت ‏ (ت 807). حكم كوينوولف ملكًا لمرسيا من عام 796 حتى وفاته عام 821. في عام 798، نَصّب كوينوولف شقيقه كوثريد ملكًا على كنت في عام 798. حكم كوثريد هناك حتى وفاته عام 807، وبعد ذلك عادت كنت إلى سيطرة مرسيا. عند وفاة كوينوولف عام 821، خلفه سيولولف.
وفقًا للتقليد المحفوظ في إيفيشام [الإنجليزية]، تزوجت ألفلد بنت سيولولف من ويغموند ابن ويغلاف، ملك مرسيا (827–839). خلف بورتولف ‏ ويغلاف وسعى ابنه بيرتفريث إلى الزواج من أرملة الملك ويغلاف حتى يصبح ملكًا. عارض ويغستان ‏، ابن ويغموند وألفلد، وبيرهفريث ويجستان في عام 849. ومع ذلك، لا يوجد سجل خارج تقليد إيفيشام بأن ويغموند كان ملكًا على الإطلاق. يقترح ألفريد سميث أن سيولوولف الثاني ‏، الذي أصبح ملكًا بعد طرد الفايكنج للملك بورغريد عام 874، ربما كان ابنًا آخر لألفلد، وبالتالي حفيد سيولوولف.

## روابط خارجية
| سيولولف الأول (ملك مرسيا) سلالة سي المرسية [الإنجليزية] |                                |               |
| منصب                                                    |                                |               |
| سبقه كوينولف [الإنجليزية]                               | ملك مرسيا [الإنجليزية] 821–823 | تبعه بيورنولف |
| سبقه كوينولف [الإنجليزية]                               | حاكم أنغليا الشرقية ‏ 821–823   | تبعه بيورنولف |
| سبقه كوينولف [الإنجليزية]                               | حاكم كنت ‏ 821–823              | تبعه بيورنولف |